# Maratus volpei
Maratus volpei — вид павуків родини павуки-скакуни (Salticidae). Описаний у 2020 році.

## Назва
Вид названо на честь Ніка Волпе, який надав фотографії та зразки павука для вивчення.

## Поширення
Ендемік Австралії. Описаний з трьох самців та двох самиць, що спіймані в околицях озера Гарт в Південній Австралії.

## Опис
Самці сягають завдовжки до 5,8 мм, самиці — до 6,5 мм. 